# Solenanthus bakhtiaricus
Solenanthus bakhtiaricus är en strävbladig växtart som beskrevs av M. Khatamsaz. Solenanthus bakhtiaricus ingår i släktet Solenanthus och familjen strävbladiga växter. Inga underarter finns listade i Catalogue of Life.